# سگ وحشی (فیلم ۲۰۱۷)
سگ وحشی (به انگلیسی: Savage Dog) فیلمی در ژانر اکشن و رزمی ساخته شده توسط جسی وی. جانسون است که در سال ۲۰۱۷ منتشر شد. از بازیگران معروف آن می‌توان به اسکات ادکینز، کیث دیود،  مارکو زارور و کانگ لی اشاره کرد.

## داستان
این فیلم در سال ۱۹۵۹ و در منطقه هندوچین به وقوع می‌پیوندد. جایی که یک حاکم ظالم و قدرتمند با سرکوب مردمش به قدرت رسیده‌است و کسی توان مخالفت کردن با او را ندارد. اما یک قهرمان در این سرزمین متولد شده‌است که قرار است داستان شجاعت و مبارزاتش را به یک افسانه تبدیل کند.